# Dordtse impressionisten
De Dordtse impressionisten zijn een groep laat negentiende- en twintigste-eeuwse schilders woonachtig in Dordrecht die zich lieten inspireren door de Haagse School. Velen waren lid van het Dordtse Teekengenootschap Pictura.

## Schilders
| Volgnummer geboorte | Naam                               | Portret | Geboren | Overleden | Lid Pictura          | Onderwerp                                            |
| ------------------- | ---------------------------------- | ------- | ------- | --------- | -------------------- | ---------------------------------------------------- |
| 1                   | Herman Gunneweg                    |         | 1846    | 1904      | ?                    | landschappen, riviergezichten                        |
| 2                   | Roland Larij                       |         | 1855    | 1932      | ?                    | boerderijen, portretten                              |
| 3                   | Jacob Huijbrecht Hollestelle       |         | 1858    | 1920      |                      | landschappen, kerken                                 |
| 4                   | Bernard Koldeweij                  |         | 1859    | 1898      |                      | boerderijen, landschappen, portretten                |
| 5                   | Elias Boonen                       |         | 1860    | 1931      | voorzitter           | landschappen, rivier-, stads-, dorpsgezichten        |
| 6                   | Bas Veth                           |         | 1861    | 1944      | voorzitter 1896-1900 | landschappen, rivier- en zeegezichten                |
| 7                   | Marinus Pieter Reus (Rinus Reus)   |         | 1865    | 1938      |                      | portretten, landschappen, stillevens                 |
| 8                   | Arie Boers Azn.                    |         | 1867    | 1947      |                      | landschappen, schepen                                |
| 9                   | Willy Sluiter (Jan Willem Sluiter) |         | 1873    | 1949      |                      | portretten, Scheveningen, ruiters                    |
| 10                  | Anthonie Pieter Schotel            |         | 1890    | 1958      |                      | zeilschepen, havens, Parijs, portret                 |
| 11                  | Steef Wijnhoven                    |         | 1898    | 1969      |                      | landschappen, bloemen, mensen                        |
| 12                  | Cor Noltee                         |         | 1903    | 1967      |                      | sleperspaarden                                       |
| 13                  | Daniel Mühlhaus                    |         | 1907    | 1981      |                      | landschappen, portretten, naakten                    |
| 14                  | Thomas van Heck                    |         | 1910    | 2006      |                      | Biesbosch                                            |
| 15                  | Wim Jansen                         |         | 1923    | 1992      | ?                    | landschappen, stadsgezichten, portretten, stillevens |

## Galerij

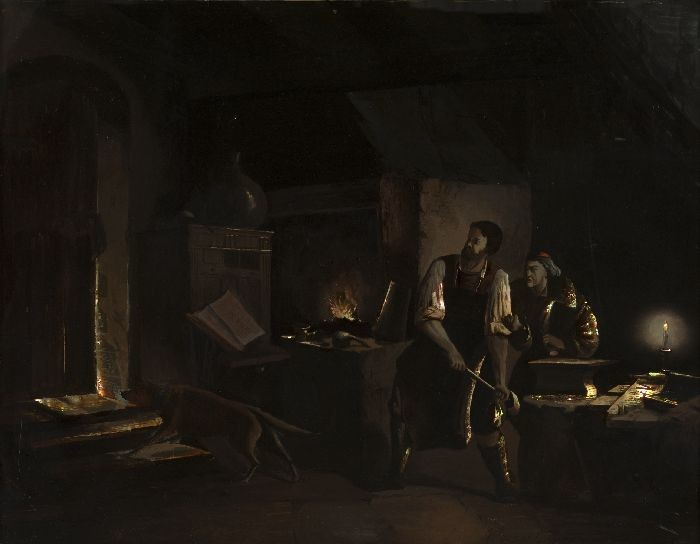
Herman Gunneweg: Jan de Smid, 1872
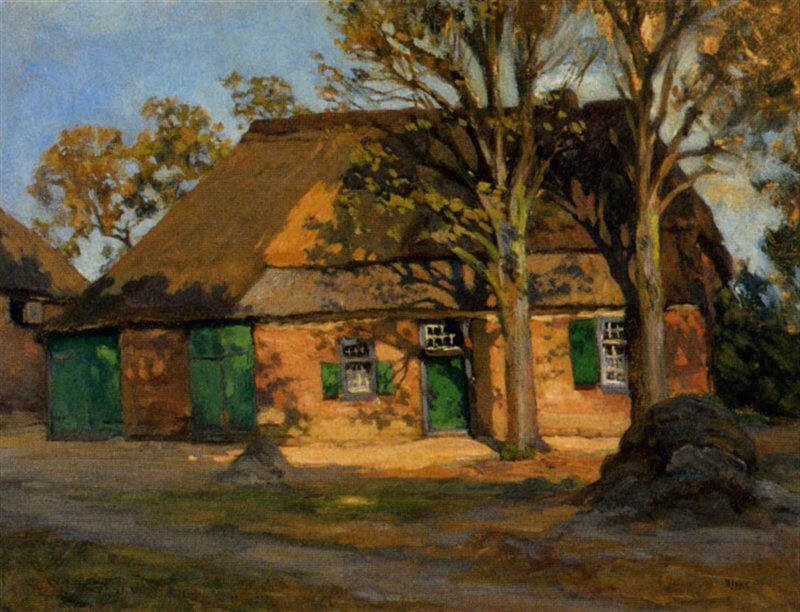
Roland Larij: Boerderij op Strabrecht, 1900
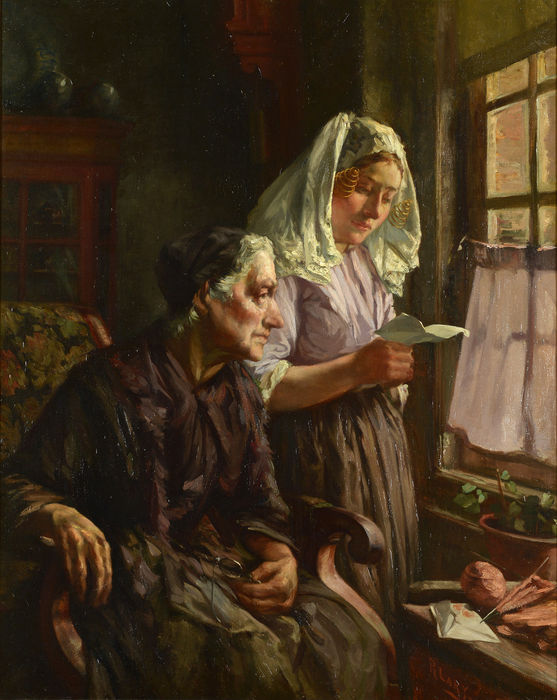
Roland Larij: Zeeuws interieur met moeder en dochter
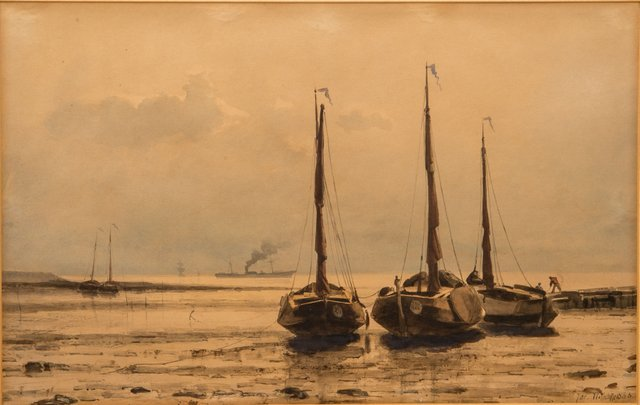
Jacob Huijbrecht Hollestelle: Zeilschepen
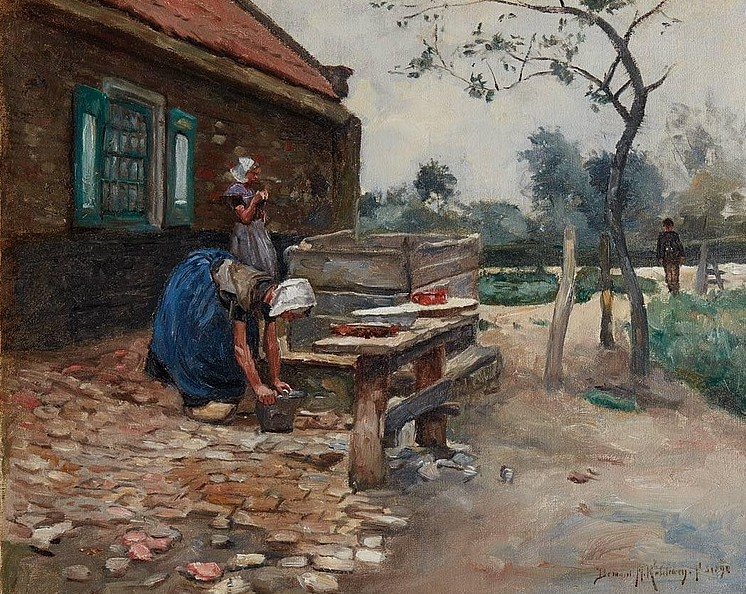
Bernard Koldeweij: Wasdag op Walcheren 1890
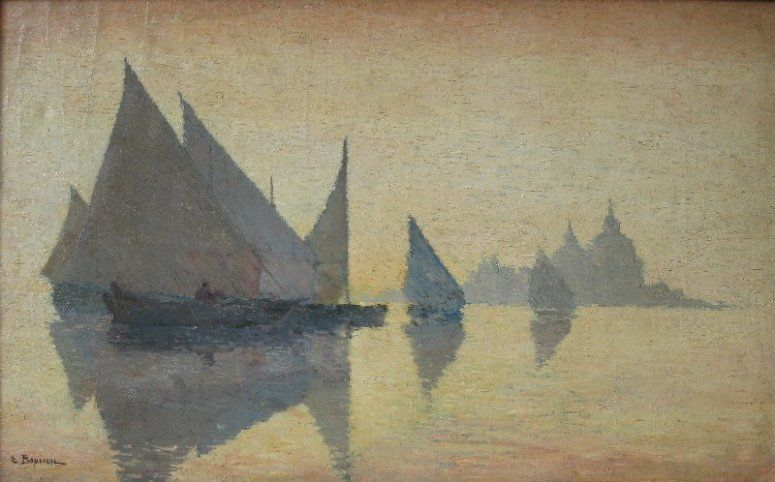
Elias Boonen: Maas bij Dordt
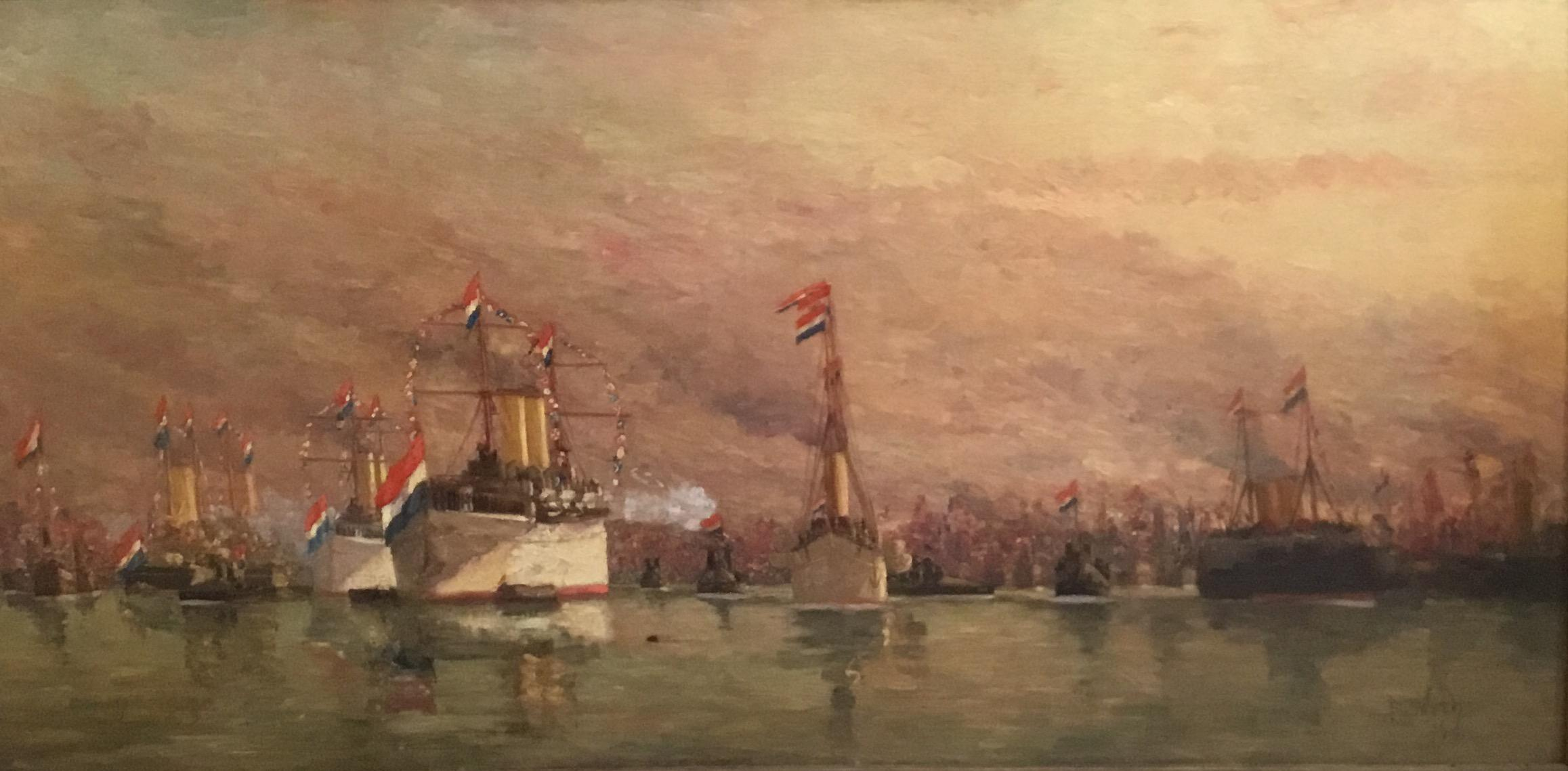
Bas Veth: Vlootschouw bij de inauguratie van koningin Wilhelmina, 1898
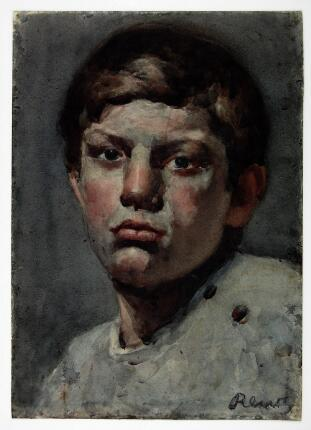
Marinus Pieter Reus: Jongenskop, Dordts Museum
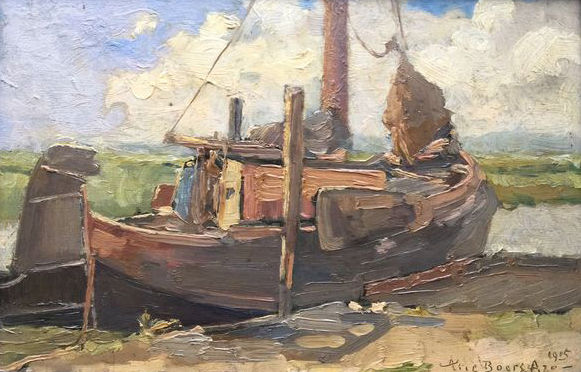
Arie Boers Azn.: Tjalk, 1915